# 魔法少女マジカルデストロイヤーズ
『魔法少女マジカルデストロイヤーズ』（まほうしょうじょマジカルデストロイヤーズ）は日本のテレビアニメ。2023年4月から6月まで毎日放送ほかにて放送された。

## 概要
2022年10月16日に発表された。「ストリートカルチャーとアキバカルチャーを融合した」イラスト・漫画を発表しているJUN INAGAWAが、これまで発表したアート作品のコンセプトを基に原案を務める。

## 登場人物

### 主要人物
オタクヒーロー
声 - 古川慎
主人公。革命軍の若きリーダー。年齢は20代後半。「オタク文化保護法」が制定される前は普通のオタクだったが、愛するオタク文化を取り戻すためにSSCに反旗を翻す。突出した能力はないが、真面目で正義感が強く、個性豊かな魔法少女やオタクたちを惹きつける魅力がある。女性にモテる妄想をする一方、全裸の魔法少女たちを見ても欲情せずに冷静に嗜めるなど根は節操のある人物。最終話でSHOBONとの闘いに敗北し、精神世界で魔法少女に「いつかまた戻って来る」と別れを告げ、SHOBONに操られた魔法少女たちに貫かれる。死亡扱いとなるが革命軍の間では実は生きていると噂になっている。
アナーキー
声 - ファイルーズあい
ヒロインの一人。本名は赤羽きらら。自分が一番と自負し、突っ走る猛々しい性格。オタクヒーローを支える、熱き魔法少女。負けん気が強く口が悪いが、誰よりもピュアな心を持ち、常に全力を尽くす。魔法少女の中ではどちらかというとツッコミ役。リュックの中のコスチュームに高速で着替えることで魔法少女に変身する。革命軍のナンバー2的存在で、オタクヒーロー不在の際は彼女が実質リーダーとなる。オタクヒーローとSHOBONとの戦いの2年後にはSSCの最高幹部となり2代目オタクヒーローと戦う。
ブルー
声 - 愛美
ヒロインの一人。本名は神田ブルーベリー愛。会話が成り立ちにくい関西弁の魔法少女。一見クールに見えるが頭の中は性的なことでいっぱいで、出会い系サイトを常用している。魔法少女の中ではボケ担当だが、いざ戦闘になると頼れる存在。ピンクの話す言葉を唯一理解できる。1話の時点ではSSCに捕らわれていたがオタクヒーローとアナーキーに救出される。オタクヒーローとSHOBONとの戦いの2年後にはSSCの最高幹部となり2代目オタクヒーローと戦う。
ピンク
声 - 黒沢ともよ
ヒロインの一人。常にガスマスクを被っている魔法少女。人間の言葉を発することができず、「ごぼごぼ」「がばがば」というノイズ音だけで話をする。カワイイものが大好きで、将来の夢はメイド喫茶で働くこと。魔法少女の中では割と常識人。注射器を用いた遠距離攻撃を得意とする。当初は戦わせられることを嫌がって革命軍から離れていてアナーキーたちと対立した。アナーキーや革命軍のメンバーたちに「好きなものを好きでいられる世界を取り戻す」といことで説得され受け入れて和解し革命軍に復帰した。オタクヒーローとSHOBONとの戦いの2年後にはSSCの最高幹部となり2代目オタクヒーローと戦う。
狂太郎
声 - 楠木ともり
革命軍と共に行動する謎のマスコット。可愛らしい見た目だが口調は毒舌。不死身の体を持っているらしく、何度殺害されても何事もなかったように復活する。その正体はSHOBONの使い魔のオリジンで、SHOBONをオタク撲滅の道に引き込んだ張本人。最終決戦にて人間の姿となる。

### SSC
SHOBON
声 - 斉藤壮馬
オタク文化の弾圧を進める組織「SSC」のリーダー。革命軍とオタクたちを“保護”の名のもとに殲滅しようとたくらむ謎の男。部下すらも道具のように扱う冷酷な性格。自身を特別な人間と豪語しており、最強を求めて世界の創造主になることを目的としている。かつてはゲーム作成をしていたが周りから酷評され続け絶望し、現れたオリジンによってオタク撲滅や創造主になるための道に引き込まれSSCを創設した。
スレイヤー
声 - 芹澤優
SSCの幹部（四天王）のひとりで、SHOBONに心酔している少女。普段は日傘を持ったおしとやかなお嬢様風だが、感情が高ぶると非常に口が悪くなる。SHOBONを信頼していて、彼のためだけに戦っていたがアナーキーとの戦いに快感を覚え生きた心地を求めアナーキーを倒すことを目的に戦う。自らがアナーキーに負けるために存在することを知らされつつも最期はアナーキーに貫かれ、快感に満足しながら死亡する。
@号
声 - 内山昴輝
SSC四天王の一人。ヘルメットとパイロットス―ツを着用していて素顔は分からない。ペローチェという大型ロボットに搭乗して戦う。ノリだけで過ごしているオタクを嫌悪しており殲滅することを計画している。元は車オタクであり、車好きゆえに革命軍を襲撃した際車も車模型も反射的に破壊しなかった。魔法少女の合体魔法に敗北し、オタクヒーローに説得され動揺するがスレイヤーに用済みとみなされ殺害された。
アダム
声 - 岡本信彦
SSC四天王の一人。何でも自分の思い通りに進めることができる”電脳空間”を作り出す能力を備えている。プロのゲーマーを目指していた過去を持つ。ゲームの良さを世に広めようとするが拒否され続けて絶望しSSCに入った。アキバへ向かったオタクヒーローや魔法少女たちを自身がつくった空間に引き込む。オタクヒーローに興味を持ち戦う。アナーキーを洗脳しようとしたが逆に自身が作った空間を破壊される。崩壊後の生死は不明。
ひまわり / お兄ちゃん
声 - ルゥティン（ひまわり）、深町寿成（お兄ちゃん）
SSC四天王の一人。突如「わんく！」のイベント会場に現れる。ひまわりがお兄ちゃん（生首）を武器にして戦う。お兄ちゃんはひまわりを異常なまでに溺愛していて自身が死亡したのは自ら妹に頼んで殺してもらったという。互いに歪んだ愛情を持っている。お兄ちゃんは魔法少女に敗北した後スレイヤーに粛清され死亡する。ひまわりもお兄ちゃんの遺体にキスをすると同時にスレイヤーに殺害される。
イブ
声 - 河瀬茉希
アダムの電脳空間に存在するパートナー。アダムと共にオタクヒーローと魔法少女を空間に引き込み、アナーキーと交戦するが敗北。アダムと共に空間の崩壊に巻き込まれる。その後の生死は不明。
グリーン
声 - 赤尾ひかる
SHOBONの命令でスレイヤーを護衛する。姿はピンクと酷似している。ピンクに敗北し最期は自爆した。
オレンジ
声 - 河瀬茉希
SHOBONの命令でスレイヤーを護衛する。姿はブルーと酷似している。ブルーに敗北し最期は自爆した。
マーカス
声 - 三宅健太
調合師のもとへ向かう道中、突如オタクヒーローたちの前に現れた外国人。オタクヒーローを自信と同類とみて友好的に接する。オタク狩りから逃れるためにオタクであることを隠して生きてきた。正体はSSCのメンバーだった。SSCを通して生き別れた娘と再会し涙する。それ以降は登場しない。

### 革命軍
ニック
声 - 興津和幸
オタクヒーローの友人。オタク文化に精通しており「ウラニコドー」の管理人兼スーパーハッカーとして暗躍。革命軍を裏からサポートしているが、表舞台にはめったに出てこない。
オールドリーダー
声 - 杉田智和
SSCから奪還したアキバ解放区に潜む「万世橋オタクコミューン」のリーダー。人目をはばかり、オタクであることを隠してきた古のオタク。オタクは隠居するべきだと考えており、SSCからの迫害は革命軍のような表向きでオタクを名乗るものがいるからだと考えている。自身のナワバリに入ってくるオタクヒーローたちを追い出そうとする。SSCからの襲撃で革命軍と共闘したことで少しは心を動かされたようだが、まだ革命軍には参加できずにいる。オタクヒーローは彼らとの和解を求めている。その後オタクヒーローのことを認め最終決戦ではオタクヒーローを助けるため革命軍に協力する。
オールドオタクA、B
声 - 飛田展男（A）、加藤将之（B）
オールドリーダーの側近。オールドリーダーと共にオタクヒーローと魔法少女をナワバリから追い出そうとする。オールドリーダー共々最終決戦ではオタクヒーローを助けるため革命軍に協力する。
痛車ドライバー
声 - 檜山修之
メイド喫茶に常駐するドライバー。アナーキーを乗せてドライブしたいと思っているらしい。オタクヒーローたちを守るためにスレイヤーに特攻し爆死した。
ミリオタ
声 - 間島淳司
革命軍のメンバーでミリタリーを愛するオタク。武器の知識が豊富で、戦いでは頼れる存在。
ゲーオタ
声 - 子安武人
革命軍のメンバーでゲームを愛するオタク。本人の脳内では無敵キャラ。ウルトラハンドを武器として戦う。
鉄オタ
声 - 奥村翔
革命軍のメンバーで鉄道を愛するオタク。車掌帽子を被り、常にカメラを提げている。最終決戦でSSCに射殺されたと思われたが一命を取り留める。
自衛隊オタ
声 - 兼政郁人
革命軍のメンバーで自衛隊を愛するオタク。会話の端々に専門用語を織り交ぜる傾向がある。
アニオタ
声 - 稲田徹
革命軍のメンバーでアニメを愛するオタク。常にマスクを被っている大柄な男。戦いが終わったらホムラとデートしたいと言うが笑顔で断られる。最終決戦で戦いに嘆いた際ホムラに励まされる。直後に負傷したホムラを応急処置する。
ドルオタ
声 - 石谷春貴
革命軍のメンバーでアイドルを愛するオタク。地下アイドルをプロデュースするのが夢。
プロレスオタ
声 - 高橋伸也
革命軍のメンバーでプロレスを愛するオタク。筋肉質でプロレス技を繰り出して戦う。
ガッツたか子
声 - 河瀬茉希
世界的アニソン歌手。オタク撲滅に反対し革命軍に入隊する。
ホムラユリリ
声 - 井上喜久子
劇中の有名なアニメのヒロインを演じている人気声優。ガッツと共にオタク撲滅に反対し革命軍に入隊する。戦闘ではチェーンソーを使い戦う。SSC兵のミサイルが直撃し重傷を負うが一命を取り留める。
2代目オタクヒーロー
声 - 伊東健人
最終話で死亡したことになっているオタクヒーローの跡を継ぎ革命軍のリーダーとなり、SSCの幹部になった魔法少女と戦う。

### その他
調合師
声 - 千葉繁
魔法少女の能力を何倍にも強化することができる”クスリ”を作ることができる謎の人物。SSCが占拠している渋谷に潜んでいる。
マイ、ユウ
声 - 赤尾ひかる（マイ）、河瀬茉希（ユウ）
マイはオールドリーダーの娘で父親から「ユミ」（オールドリーダーの昔好きだったアニメキャラの名前）と呼ばれ、本人は嫌がっている。ユウはオールドオタクBの息子で「マミ」と呼ばれる。家に帰ってこない父親を連れ戻そうと説得する。水泳大会を通して父親とは和解する。

## スタッフ
- 原作 - MAD ミルクポット markets[5]
- 原案 - JUN INAGAWA[5]
- 監督 - 博史池畠[5]
- 副監督 - 川瀬まさお[5]
- シリーズ構成・脚本 - 谷村大四郎[5]
- キャラクターデザイン - 沢友貴[5]
- サブキャラクターデザイン・プロップ設定 - 杉村絢子[5]
- コンセプトアーティスト - 紺野大樹[5]
- 美術監督 - 坂上裕文[5]
- 美術設定 - 加藤浩、浅見由一[5]
- 色彩設計 - 歌川律子[5]
- 撮影監督 - 松向寿[5]
- 編集 - 武宮むつみ[5]
- 音響監督 - 本山哲[5]
- 音響効果 - 白石唯果[5]
- 音響制作 - ビットグルーヴプロモーション[5]
- 録音 - 伊東光晴[5]
- 音楽 -羽柴 吟[5]
- 音楽制作 - キングレコード
- プロデューサー - 亀井博司、山田晋也、中野恭資、森田大二朗
- アニメーションプロデューサー - 谷口英久
- アニメーション制作 - バイブリーアニメーションスタジオ[5]
- 製作 - Magical Destroyers Committee

## 主題歌
「MAGICAL DESTROYER」
愛美によるオープニングテーマ。作詞はJUN INAGAWAとJUBEE、作曲・編曲はTAKESHI UEDA。
「Gospelion in a classic love」
The 13th tailorによるエンディングテーマ。作詞は羽柴吟とAimie、作曲・編曲は羽柴吟、歌はreina。

## 各話リスト
| 話数 | サブタイトル                                         | 脚本       | 絵コンテ   | 演出                     | 作画監督 | 総作画監督                               | 初放送日      |
| ---- | ---------------------------------------------------- | ---------- | ---------- | ------------------------ | --- | ---------------------------------------- | ------------- |
| #01  | アキバに革命の炎燃ゆ RAGE AGAINST AKIHABARA          | 谷村大四郎 | 博史池畠   | 新谷研人                 | 大島緑 | -                                        | 2023年 4月8日 |
| #02  | 桃色脳ミソを裏返せ GOBO GOBO!                        | 谷村大四郎 | 土屋亮介   | 山本貴則                 | 満田一 山末有妃 宮澤紅音 村松尚雄 | -                                        | 4月15日       |
| #03  | エキゾーストノートを聞いて逝け PESSIMISTIC OVERDRIVE | 佐藤裕     | げそいくお | 春野梅子 新谷研人        | 宮澤紅音 Bellamy Luna Brooks Cyrus Rebello Dominique Santos Resuello FuJirou Henry Kuan Jarrett Martin Macarena Duarte RedKanchi RVEN Shelia Loewito | -                                        | 4月22日       |
| #04  | 魔法少女だらけの水泳大会 R U READY?                  | 竹内利光   | 博史池畠   | イカボンバー             | 野中正幸 中川耀 若山政志 小川浩司 | -                                        | 4月29日       |
| #05  | 第二次中野事変 CLIMBING TO THE HELL                  | 谷村大四郎 | 江口大輔   | 江口大輔                 | 満田一 李少雷 伊藤一樹 小林明美 菅野智之 川口弘明 seed                                                                                               | 野中正幸                                 | 5月6日        |
| #06  | 革命前夜 REVOLUTION EVE                              | 谷村大四郎 | 江口大輔   | 青木youイチロー 江口大輔 | 酒井有香 宮澤紅音 fes NAM HAI ART 隣アニメーション                                                                                                   | 沢友貴                                   | 5月13日       |
| #07  | チーターどもへ捧げよ挽歌 ULTIMATE GAME               | 佐藤裕     | 山本貴則   | 山本貴則                 | 中川耀 宮澤紅音 荒井久磨 Yuepants Shiinamon Fes_Art 隣アニメーション                                                                                 | -                                        | 5月20日       |
| #08  | わんく！ DANCING QUEENS                              | 竹内利光   | 田中宏紀   | 田中宏紀                 | - | -                                        | 5月27日       |
| #09  | やべぇ兄妹が押し寄せる LOVE IS NIGHTMARE             | 佐藤裕     | 飯野慎也   | 飯野慎也                 | 服部聰志 李少雷 | -                                        | 6月3日        |
| #10  | 陥とせ議事堂 革命総進撃！ SILENT BEFORE RAGE         | 竹内利光   | 江口大輔   | 宮田政典 青木youイチロー | 松本勝次 趙親雲 李品華 馬蘭 | 野中正幸 大島縁                          | 6月10日       |
| #11  | MAGICAL DESTROYERS                                   | 谷村大四郎 | 江口大輔   | 江口大輔                 | 野中正幸 高木司 西山実果 宮澤紅音 李少雷 | -                                        | 6月17日       |
| #12  | 好きなものを好きなだけ                               | 谷村大四郎 | 博史池畠   | イカボンバー 春野梅子    | 桜井木ノ実 南伸一郎 杜伟峰 魏旭龍 陈亮 | 大島縁 杉村絢子 宮澤紅音 野中正幸 中川耀 | 6月24日       |

## 放送局
| 放送期間                                            | 放送時間                     | 放送局     | 対象地域   | 備考                                                   |
| --------------------------------------------------- | ---------------------------- | ---------- | ---------- | ------------------------------------------------------ |
| 2023年4月8日 - 6月24日                              | 土曜 1:55 - 2:25（金曜深夜） | 毎日放送   | 近畿広域圏 | 製作参加                                               |
|                                                     |                              | TBSテレビ  | 関東広域圏 |                                                        |
|                                                     | 土曜 21:00 - 21:30           | AT-X       | 日本全域   | CS放送 / 字幕放送 / リピート放送あり                   |
| 2023年4月11日 - 6月24日                             | 土曜 2:30 - 3:00（金曜深夜） | BS-TBS     | 日本全域   | BS/BS4K放送 / 初回は火曜 3:30 - 4:00（月曜深夜）に放送 |
| 2023年6月9日 -                                      | 金曜 1:03 - 1:33（木曜深夜） | テレビ長崎 | 長崎県     | フジテレビ系列                                         |
| 毎日放送・TBSテレビ・BS-TBSは『アニメイズム』B1枠。 |                              |            |            |                                                        |

| 配信開始日    | 配信時間                   | 配信サイト |
| ------------- | -------------------------- | --- |
| 2023年4月8日  | 土曜 2:25（金曜深夜） 更新 | ABEMA DMM TV |
|               | 土曜 22:30 更新            | ニコニコ生放送 |
| 2023年4月11日 | 火曜 0:00（月曜深夜） 更新 | dアニメストア （本店・ニコニコ支店・for Prime Video） |
| 2023年4月13日 | 木曜 0:00（水曜深夜） 更新 | Amazon Prime Video Lemino FOD Hulu U-NEXT アニメ放題 バンダイチャンネル MBS動画イズム TELASA J:COMオンデマンドメガパック milplus auスマートパスプレミアム ふらっと動画 |

| 毎日放送・TBS アニメイズム B1                                                     | 毎日放送・TBS アニメイズム B1    | 毎日放送・TBS アニメイズム B1 |
| 前番組                                                                            | 番組名                           | 次番組                        |
| --------------------------------------------------------------------------------- | -------------------------------- | ----------------------------- |
| ツンデレ悪役令嬢リーゼロッテと 実況の遠藤くんと解説の小林さん - ※本作まで字幕放送 | 魔法少女マジカルデストロイヤーズ | AIの遺電子                    |

## BD
| 巻  | 発売日        | 収録話         | 規格品番      | 規格品番      |
| 巻  | 発売日        | 収録話         | 豪華版        | 期間限定版    |
| --- | ------------- | -------------- | ------------- | ------------- |
| BOX | 2023年8月30日 | 第1話 - 第12話 | KIZX-90586〜9 | KIZX-90590〜3 |

## コンピュータゲーム
アニメ版と世界観を共有するスマートフォン用ゲームアプリ『マジデス壊 魔法少女マジカルデストロイヤーズ』が2023年4月7日よりサービス開始。開発・運営はアソビモ。ジャンルはMMOアクションRPG。
2023年8月31日をもってサービスを終了。